# Auguste Frédéric Louis Viesse de Marmont
Auguste Frédéric Louis Viesse de Marmont (Châtillon-sur-Seine (Côte-d’Or), 1774. július 20. – Velence 1852. március 2.) francia marsall (1809), a napóleoni háborúk hadvezére, Raguza hercege (1808), a főnemesi ház tagja (1814).

## Élete és pályafutása
A francia tüzérségbe lépve Toulon ostrománál ismerkedett meg Bonaparte Napóleonnal, akinek lelkes hívévé vált. Mint annak hadsegéde részt vett az 1796–1797-es itáliai hadjáratban, 1798-ban Egyiptomba kísérte es 1799-ben vele együtt tért haza és híven támogatta a direktórium megbuktatásában.
1807-ben Napóleon császár a Raguzai Köztársaság védelmére küldte. Október 31-én megverte az osztrákokat Castelnuovo mellett. Érdemeiért a Raguza hercege címet kapta. Az 1809-es hadjáratban a znaimi csatában (július 10.) győzte le az osztrákokat, miért a császár még a harctéren marsallá nevezte ki. Szintén részt vett a magyar nemesi felkelő sereg leverésével végződő győri csatában is. Ezután 18 hónapon át (1809. október 8. – 1811 januárja között) az újonnan megszerzett Illír tartományok első francia főkormányzója volt Laybachban. 1811-ben Portugáliába ment Masséna helyébe fővezérnek, 1812. július 22-én Wellingtontól Salamanca mellett vereséget szenvedett és súlyosan megsebesült.
Részt vett ezután az 1813–1814-es hadjárat összes ütközeteiben, s utoljára Párizs keleti oldalát védte (1814. március 31.) a szövetségesekkel szemben. De kapitulációra kényszerült, és alkudozásba bocsátkozott a szövetségesekkel Napóleon kisfiának, a római királynak érdekében. Ezért Napóleon később árulással vádolta, bár igazságtalanul. A Bourbon-restauráció alatt összes méltóságait megtarthatta, de visszavonultan élt. A júliusi forradalom kitörésekor, 1830. július 26-án X. Károly király rábízta a párizsi 1. hadosztály parancsnokságát, de Marmont nem tudta magát tartani a forradalmárokkal szemben, és július 29-én este megfogyatkozott csapataival kivonult Párizsból. X. Károlyt a száműzetésbe is követte. Utolsó éveit Bécsben és Velencében töltötte.

## Lásd még
- Napóleoni háborúk